# Lipscomb, Texas
Lipscomb [ˈlɪpskəm] är administrativ huvudort i Lipscomb County i Texas. Orten har fått sitt namn efter domaren Abner Smith Lipscomb. Enligt 2010 års folkräkning hade Lipscomb 37 invånare.